# Bel-etage (verdieping)

Schematische doorsnede gebouw

Een bel-etage, of piano nobile, is de eerste verdieping of hoofdetage bij voorname huizen, kastelen en paleizen.
Deze etage ligt doorgaans boven een souterrain en is te bereiken via een monumentale trappartij aan de binnen- of buitenzijde van het gebouw. Op de bel-etage bevinden zich de belangrijkste kamers en zalen en deze zijn veelal hoger dan de vertrekken op andere verdiepingen.
De benaming bel-etage betekent mooie verdieping en is imitatie-Frans. De Franse spelling met een accent (bel-étage) geldt niet als correct. Een Frans equivalent is lastig te vinden. Het gebruikelijke rez-de-chaussée betekent begane grond, dat is een verdieping die gelijk ligt met het maaiveld (dus niet via een trap toegankelijk) en die niet bijzonder fraai hoeft te zijn.

## Uitzonderingen en lokale vertalingen
Een uitzondering is het Apostolisch Paleis in Vaticaanstad, waar de pauselijke vertrekken zich sinds 1903 niet meer op de bel-etage, maar op de derde en hoogste verdieping bevinden.
De eerste verdieping van het stadhuis van Antwerpen, de bel-etage, wordt in het Antwerps ook benoemd als 't Schoon Verdiep, een vertaling van bel-etage.
kruipruimte · kelder · souterrain · parterre · bel-etage · tussenvloer · vide · zolder · vliering